# Gautier de Costes de La Calprenède
Gautier de Costes, Sieur de La Calprenède (* zwischen 1609 und 1614, oft wird 1610 genannt, Château de Tolgou bei Sarlat; † 15. Oktober 1663 in Le Grand-Andely) war ein französischer Schriftsteller.

## Leben
La Calprenède (wie er in der Literaturgeschichte heißt) kam nach seiner Schulzeit in Cahors und einem Jurastudium in Toulouse 1632 nach Paris, wo er als Kadett in das königliche Garderegiment eintrat, sich aber auch schon literarisch betätigte. Dank seinem Talent als fantasievoller Erzähler gelang ihm, der Königin positiv aufzufallen, und er erhielt das mehr Ehre als Dienst bedeutende Amt eines „gentilhomme du Roi“.
Die Romane, Tragödien und Tragikomödien, die er zunächst verfasste, fanden wenig Beachtung. Um 1640 schwenkte er um auf vielbändige (pseudo-)historische Romane, die der zeitgenössischen Kategorie des heroisch-galanten Romans zuzuordnen sind: Cassandre (1642 ff.), Cléopâtre (1647 ff.) und Pharamond (1661 ff.). Besonders dank Cléopâtre wurde La Calprenède zu einem der meistgelesenen französischen, wenn nicht europäischen Autoren der Jahrhundertmitte.
Wie im heroisch-galanten Roman üblich, bilden die historischen Namen und Fakten nur eine Art Vorwand für die Darstellung von Verhältnissen, Sitten und Persönlichkeiten der eigenen Zeit. Sprache und Stil sind von den Redeweisen der preziösen Salons der Epoche geprägt und erschienen schon der nachfolgenden Generation, z. B. Boileau, als affektiert.

## Werke (Auswahl)

### Romane
- Cassandre, 10 Bände, 1642–1650
- Cléopâtre, 12 Bände, 1647–58
- Pharamond, 7 Bände, 1661 ff.
- Les nouvelles, ou les divertissements de la princesse Alcidiane, 1661 (unter dem Namen seiner Ehefrau veröffentlicht, aber gemeinhin ihm zugeschrieben)

### Dramen
- La Bradamante, 1637 (Digitalisat)
- La mort de Mitridate, 1637 (Digitalisat)
- Le Clarionte, ou Le sacrifice sanglant, 1637 (Digitalisat)
- Le Comte d’Essex, 1638 – beeinflusste Thomas Corneilles gleichnamige Tragödie (Digitalisat der Ausgabe 1650)
- Jeanne, reyne d’Angleterre, 1638 (Digitalisat)
- La mort des enfans d’Hérodes, ou Suite de Mariane, 1639 (Digitalisat)
- Édouard, 1640 (Digitalisat)
- Phalante, 1642 (Digitalisat)
- Herménigilde, 1643 (Digitalisat)